# Deloneura barca
Deloneura barca är en fjärilsart som beskrevs av Grose-smith 1901. Deloneura barca ingår i släktet Deloneura och familjen juvelvingar. Inga underarter finns listade i Catalogue of Life.